# Los rateros (película)
Los rateros (en inglés, The Reivers) es una película cómica estadounidense de 1969 dirigida por Mark Rydell que adapta la novela homónima The Reivers de William Faulkner. Fue nominada a dos categorías de los Premios Oscar.

## Argumento
Lucius, un niño de doce años de una rica familia del sur de los Estados Unidos a comienzos del siglo XX, y admira el coche nuevo que acaba de comprar su abuelo. Un criado un poco crápula, Boon (Steve McQueen), lo entrena en una escapada a Memphis donde piensa encontrar a su amiga Corrie que vive en un prostíbulo. Lucius, Boon y Ned, un criado negro, llegan a Memphis alrededor del coche robado que es revendido, sin saberlo Boon y Lucius, por Ned, para adquirir un caballo. Para poder recomprar el vehículo y volver, organizan una carrera de caballos con apuestas, en la que Lucius participará montando el caballo de Ned.
Ganará la carrera, con gran alivio de sus compañeros de infortunio, pero su fuga será castigada a su vuelta.

## Reparto
- Steve McQueen: Boon Hogganbeck
- Sharon Farrell: Corrie
- Will Geer: Boss McCaslin
- Rupert Crosse: Ned McCaslin
- Mitch Vogel: Lucius McCaslin
- Juano Hernández: Tío Possum
- Michael Constantine: Mr. Binford
- Burgess Meredith: El narrador
- Diane Ladd: Phoebe
- Ruth White: Srta. Reba

## Premios y distinciones
Premios Óscar
| Año  | Categoría                   | Persona        | Resultado |
| ---- | --------------------------- | -------------- | --------- |
| 1969 | Mejor actor de reparto      | Rupert Crosse  | Nominado  |
| 1969 | Mejor banda sonora original | John Willliams | Nominado  |

- Nominado al Globo de Oro al mejor actor - Comedia o musical para Steve McQueen
- Nominado al Globo de Oro al mejor actor de reparto para Mitch Vogel